# 미 페카도
《미 페카도》(스페인어: Mi pecado)은 2009년 방영된 멕시코의 텔레노벨라이다.